# Litmanová
Litmanová (deutsch Littmannsau, ungarisch Hársád – bis 1902 Littmanova) ist eine Gemeinde in der Nordostslowakei. Sie liegt am Fuße des Berglandes Ľubovnianska vrchovina und der Pieninen, etwa 10 km von Stará Ľubovňa entfernt.
Der Ort wurde zum ersten Mal 1412 schriftlich als Litmanova erwähnt.

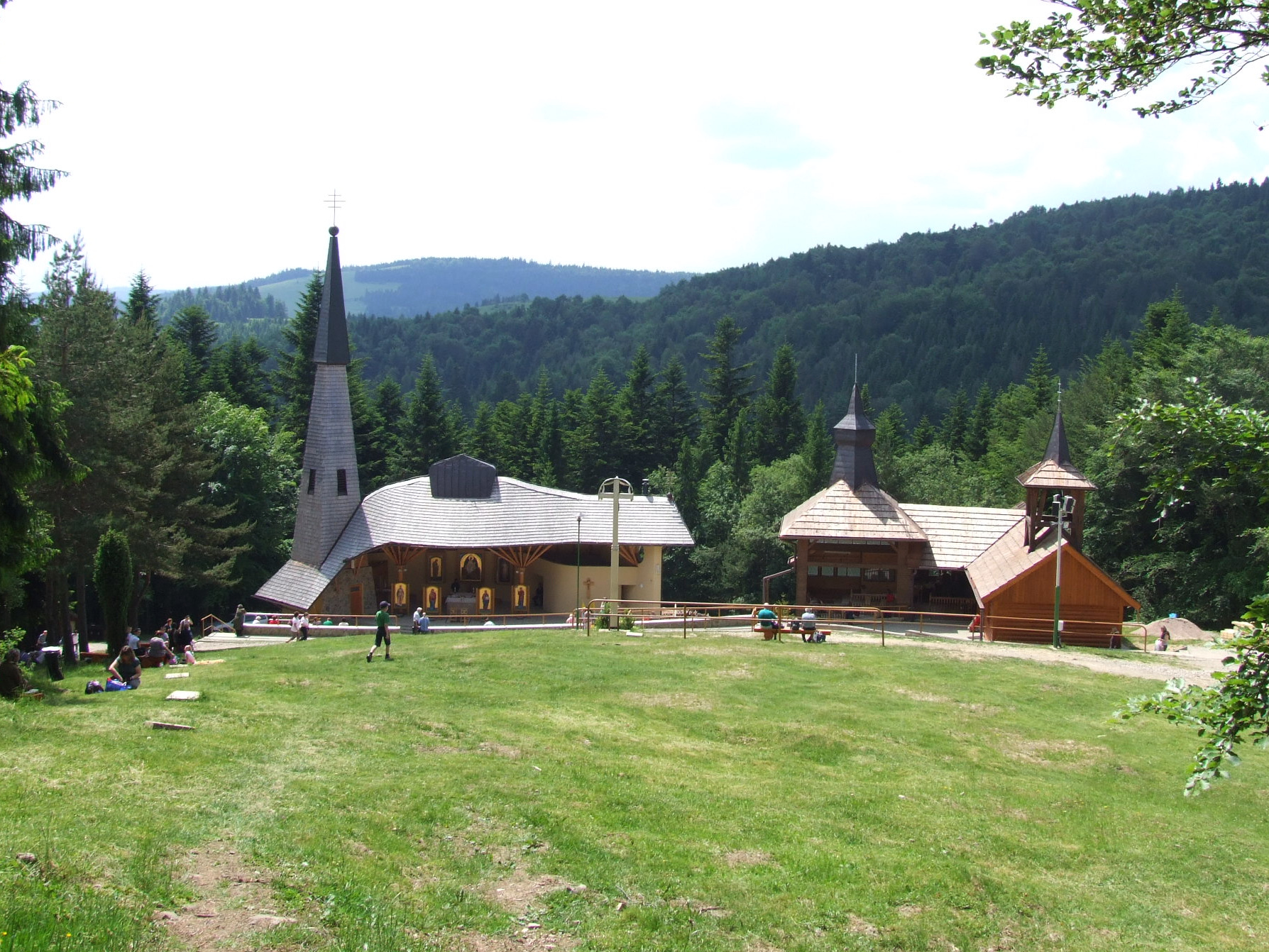
Wallfahrtskapelle

Der Berg Zvir, drei Kilometer nördlich der Gemeinde, war zwischen dem 5. August 1990 und dem 6. August 1995 Schauplatz angeblicher Offenbarungen der Jungfrau Maria, die zwei ortsansässige Mädchen erlebt haben wollen. Als Folge entstand am Berg ein Wallfahrtsort.

## Bevölkerung
| Jahr                | 1994 | 2004    | 2014    | 2024    |
| ------------------- | ---- | ------- | ------- | ------- |
| Anzahl der Personen | 648  | 629     | 646     | 617     |
| Unterschied         |      | −2,93 % | +2,70 % | −4,48 % |

| Jahr                | 2023 | 2024    |
| ------------------- | ---- | ------- |
| Anzahl der Personen | 623  | 617     |
| Unterschied         |      | −0,96 % |